# Afcentiem
Een afcentiem is een Vlaamse belastingterm voor in het algemeen een korting van één procent op een bepaald tarief. Zo is een afdeciem een (belastings)korting van tien procent, en een opcentiem een verhoging van een procent. Opcentiemen en afcentiemen zijn Vlaamse termen. In Nederland spreekt men van opcenten en afcenten.
De Gewesten mogen afcentiemen heffen op de personenbelasting, tot nu toe heeft enkel de Vlaamse overheid daar gebruik van gemaakt, via de zgn. jobkorting (2007/08-2011). 